# Mar Tirreno
El mar Tirreno (del italiano: mar Tirreno) es la parte del mar Mediterráneo que se extiende al oeste de la península itálica entre las islas de Córcega, Cerdeña y Sicilia y las costas continentales de Toscana, Lacio, Campania y Calabria. Está unido al mar Jónico por el estrecho de Mesina y separado del mar de Liguria por la isla de Elba. Su profundidad máxima es de 3731 metros. Se encuentra próximo a la falla que divide África de Europa por lo que abundan las cadenas montañosas y los volcanes.
Toma el nombre del antiguo pueblo tirreno, más conocido como etrusco; Heródoto cuenta que, desde Anatolia occidental, el pueblo lidio emigró buscando una nueva patria guiado por el príncipe Tirreno, y que al llegar a las costas de la península itálica, en agradecimiento a su príncipe, tomaron el nombre de tirrenos.
El mar se encuentra sobre un complejo sistema tectónico de placas y es geológicamente joven. El vulcanismo dio forma a costas e islas. La corteza terrestre oceánica forma partes del fondo marino profundo, que se caracteriza por fosas y montes submarinos profundos. El mar tiene unos 3600 metros de profundidad. Situado en medio del densamente poblado Mediterráneo occidental, el mar Tirreno ha sido teatro de comercio y guerra desde la antigüedad. Entre los marineros del mar se encontraban etruscos, griegos, romanos, vándalos, normandos, genoveses, españoles y franceses. Roma está conectada con el Mediterráneo en general a través del mar Tirreno, al igual que la ruta marítima desde Marsella y Génova conduce hacia el este y al Canal de Suez a través del mar Tirreno. El puerto marítimo más importante es Gioia Tauro en Calabria .
En comparación con el resto del Mediterráneo, el mar Tirreno tiene una bioproductividad bastante baja. Las zonas costeras, en su mayoría rocosas, son biológicamente importantes y albergan, entre otras cosas, preciosos corales y langostas. Costas como el golfo de Nápoles , la costa de Amalfi , las costas sicilianas e islas más pequeñas como Capri o Ischia se encuentran entre las regiones turísticas más populares del mundo desde los inicios del turismo moderno.

## Delimitación de la IHO
La máxima autoridad internacional en materia de delimitación de mares, la Organización Hidrográfica Internacional, considera el mar Tirreno como una subdivisión del mar Mediterráneo. En su publicación de referencia mundial, Limits of oceans and seas (‘Límites de océanos y mares’, 3.ª edición de 1953), le asigna el número de identificación 28 (e) y define sus límites de la forma siguiente:

En el estrecho de Mesina.
 Una línea que une el extremo norte del cabo Paci (15°42'E) con el extremo oriental de la isla de Sicilia, cabo Peloro (38°16' N). 
 En el suroeste.
Extremo de cabo Teulada (8°38 'E) en Cerdeña.
  En el estrecho de Bonifacio.
 Una línea que une el extremo occidental de cabo Testa (41°14'N), en Cerdeña, con el extremo suroeste de cabo Peno (41°23' N), en Córcega. 
En el norte.
 Una línea que une el cabo de Córcega (cabo Grosso, 9°23 'E), en Córcega, con la isla de Tinetto  (44°01'N, 9°51'E) y desde allí, a través de las islas Palmaria y Tino, a la punta de San Pedro (44°03' N, 9°50 'E) en la costa de Italia.
Limits of oceans and seas, pág. 17.

## Salidas
Hay cuatro salidas del Mar Tirreno (de norte a sur):
| Salida                | Ubicación                                        | Anchura             | Mar conectado                        |
| --------------------- | ------------------------------------------------ | ------------------- | ------------------------------------ |
| Canal de Córcega      | entre Toscana y Córcega 42°50′N 9°45′E           | unos 80 kilómetros  | Mar de Liguria                       |
| Estrecho de Bonifacio | entre Córcega y Cerdeña                          | 11 kilómetros       | Mar Mediterráneo (propiamente dicho) |
| sin nombre            | entre Cerdeña y Sicilia                          | unos 290 kilómetros | Mar Mediterráneo (propiamente dicho) |
| Estrecho de Mesina    | entre Sicilia y Calabria en el extremo de Italia | 3 kilómetros        | Mar Jónico                           |

## Cuencas
La cuenca del Tirreno se divide en dos cuencas (o llanuras), la llanura de Vavilov y la llanura de Marsili. Están separadas por la cresta submarina conocida como puente de Issel, en honor al geólogo italiano Arturo Issel.

## Geografía

### Origen

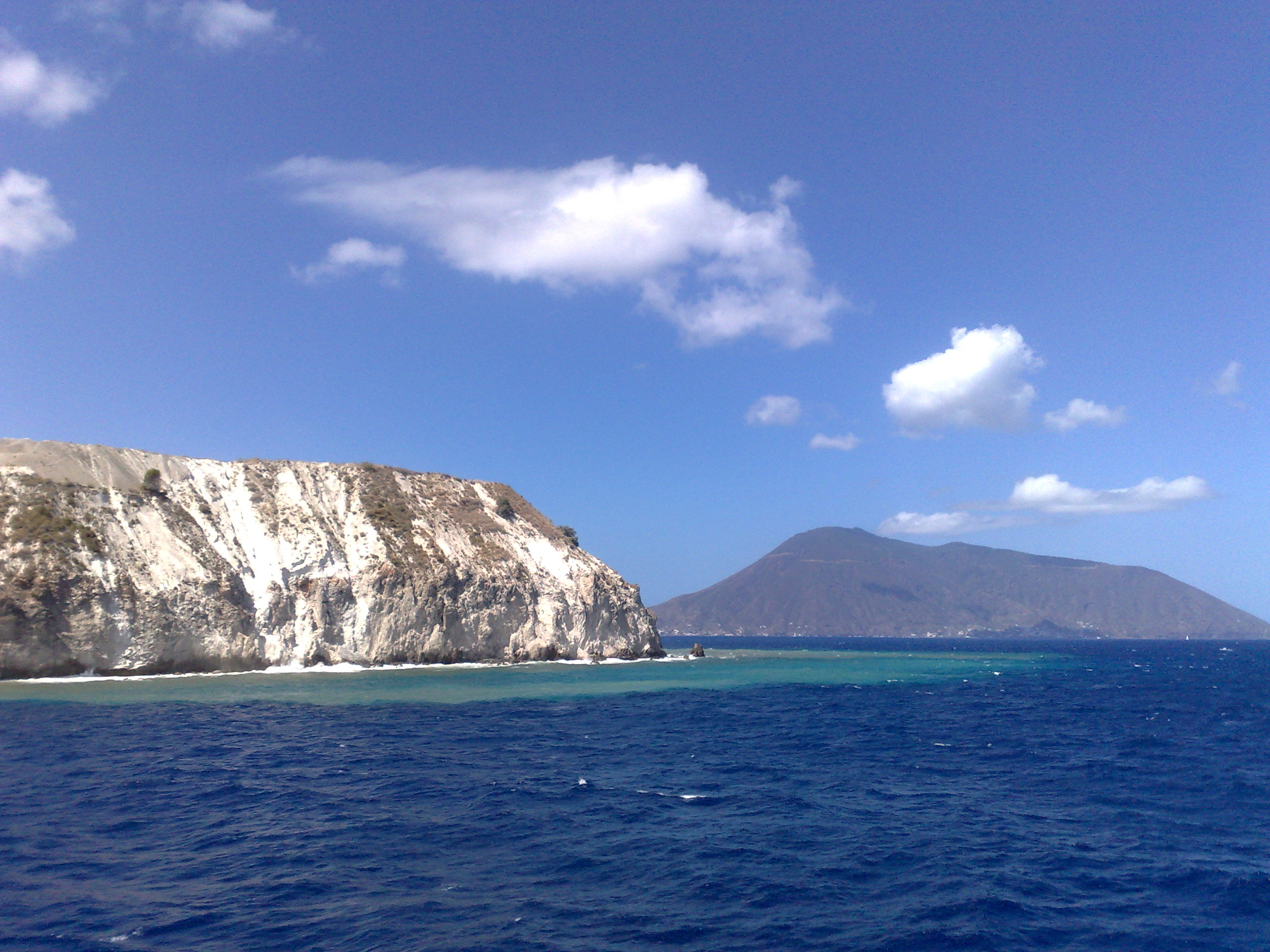
Lipari y Salina en el mar Tirreno

El mar Tirreno es mucho más joven que el resto del Mediterráneo. Se abrió como Cuenca del Backarc hace probablemente 7 millones de años, en el Mioceno. El movimiento finalizó hace unos 3 millones de años en el Plioceno. En el momento del inicio de la apertura, el bloque continental corso-sardo yacía junto a la Placa Adriática. La Euroasiática y la Placa Africana empujaron el bloque corso-sardo en dirección norte-sur, como resultado de lo cual la Placa Adriática giró en sentido contrario a las agujas del reloj y el mar Tirreno se abrió en dirección este-oeste.
Aunque la corteza bajo el mar Tirreno muestra estructuras de verdadera corteza oceánica, tiene un volumen limitado. Las capas más profundas en la gran mayoría del mar consisten en corteza continental estirada.  La delgada corteza del mar Tirreno limita al este con la zona de subducción de Calabria y está comprimida al norte y al sur por las placas Adriática y Africana. Debajo del mar Tirreno se encuentra la parte subductada de la Placa Jónica. parte del Placa Jónica.
En los últimos 13.000 años, el nivel del agua del mar Tirreno ha aumentado 67 metros. Se han realizado mediciones periódicas de la subida desde 1884. La subida media entre 1897 y 1942 fue de 1,2 milímetros al año, entre 1931 y 1971 una media de 1,54 milímetros al año y hasta finales de la década de 1980 fue de 1,6 milímetros al año.

### Geología
El mar Tirreno es una cuenca de retroarco que se formó debido al retroceso de la placa de Calabria hacia el sureste durante el Neógeno. Los episodios de retroceso rápido y lento de la fosa formaron primero la cuenca de Vavilov y, después, la de Marsili. Los volcanes submarinos y el volcán activo Estrómboli se formaron porque el retroceso de la fosa produce una extensión en la placa de sobrecarga que permite que el manto se eleve por debajo de la superficie y se funda parcialmente. El magmatismo aquí también se ve afectado por los fluidos liberados de la losa.

### Forma e hidrología

#### Forma

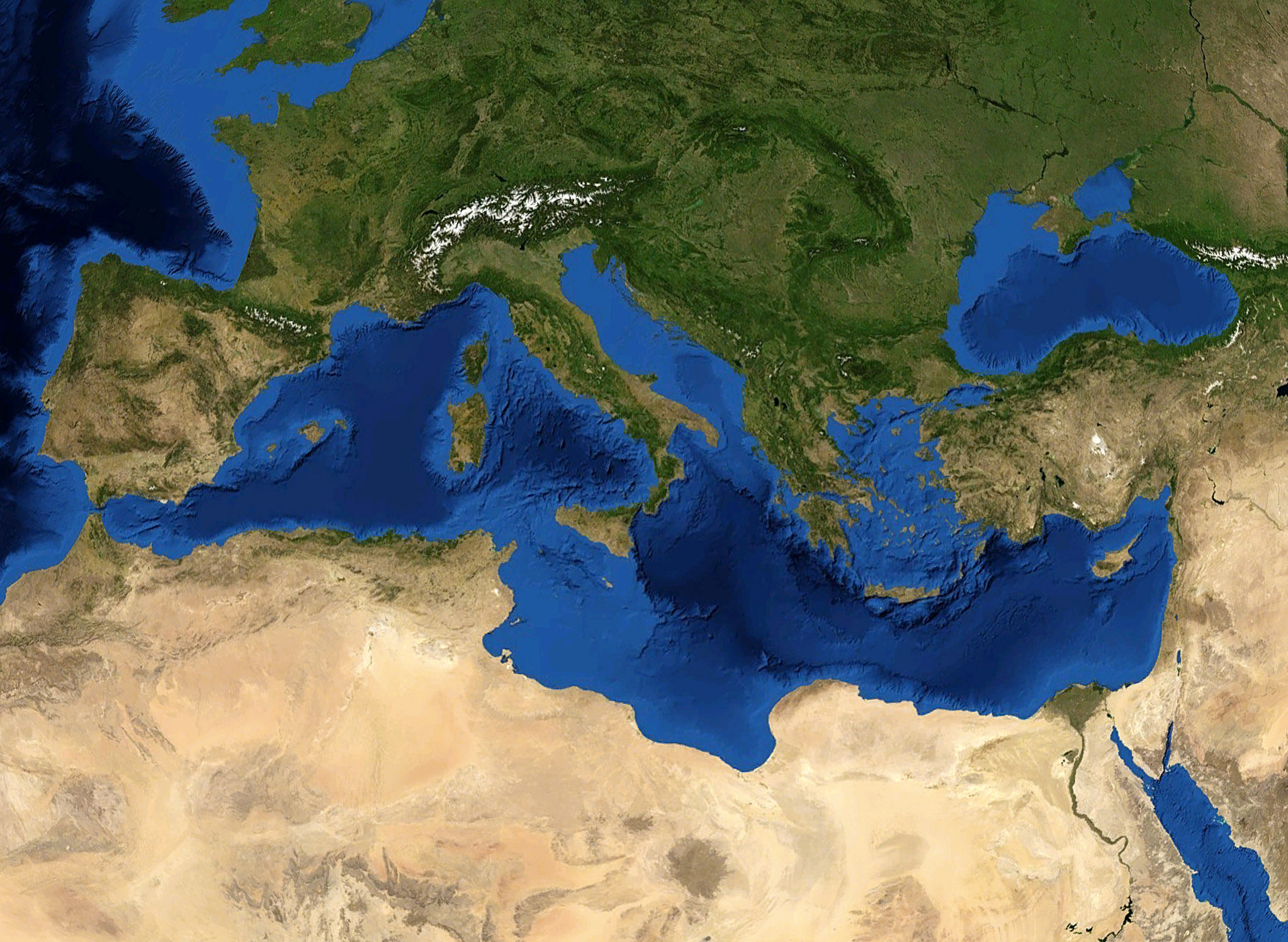
Imagen de satélite del Mar Mediterráneo con relieve del fondo marino.

El mar tiene una forma aproximadamente triangular. La profundidad máxima no está clara, la información suele rondar los 3.600 metros, pero oscila entre los 3.400 y los 3.840 metros. La plataforma continental es estrecha y alcanza anchuras de 10 a 40 kilómetros. De los 231.000 km² de superficie total, 14.800 km² corresponden a la plataforma continental y otros 48.600 km² al talud continental. El resto de la superficie lo ocupan las cuencas marinas profundas. La forma del fondo marino puede dividirse según criterios tectónicos y magnéticos a unos 41 grados de latitud norte. Al sur de esta línea, la corteza es significativamente más delgada y las irregularidades volcánicas son mucho más pronunciadas.
En el norte del mar, el Canal de Córsega constituye el principal enlace entre la cuenca marítima profunda tirrénica y la cuenca provenzal ligur al norte. Cuenca]] al norte. El canal de aguas profundas tiene unos 100 kilómetros de largo y sólo unos 30 kilómetros de ancho en su punto más estrecho, entre la plataforma toscana con las islas de Capraia y Córcega. Alcanza profundidades de 460 metros. El norte del mar Tirreno no supera los 2000 metros de profundidad. La mitad occidental, la llamada cuenca de Córcega, es comparativamente poco profunda. En la cresta central se encuentran las islas de Elba, Montecristo, Capraia y Pianosa. En la costa se extiende la comparativamente llana plataforma toscana. Los montes submarinos Etruschi y Cialdi se encuentran en la transición hacia el mar Tirreno meridional, más profundo. Das Meer umfasst eine Fläche von 231.000 km². La corteza terrestre en el norte del mar Tirreno tiene unos 25 kilómetros de espesor.
La parte meridional del mar Tirreno está formada probablemente en parte por corteza oceánica basáltica. La corteza tiene unos 30 kilómetros de espesor cerca de Cerdeña en el oeste y se adelgaza hasta valores entre cinco y diez kilómetros hacia el oeste. La corteza es especialmente delgada en la zona central, bajo las montañas de aguas profundas Vavilov y Marsili, que también se encuentran sobre un manto comparativamente blando. Características similares pueden encontrarse bajo la isla de Ischia. Así pues, el mar Tirreno tiene la corteza más delgada del Mediterráneo. El lecho marino es complejo y está formado por numerosas pendientes y llanuras profundas comparativamente pequeñas. Éstas están rodeadas de montañas profundas, que también pueden situarse en el centro de las llanuras. Además, el litoral es variable y complejo. A partir de la costa norte de Sicilia, el lecho marino desciende abruptamente hacia una cuenca que es una de las partes más profundas del mar. En la costa siciliana hacia la península itálica, la pendiente es menos pronunciada.
El sur del mar Tirreno muestra numerosas estructuras de suelo magmáticotico que pueden elevarse hasta casi tres mil metros. Entre ellas se encuentran varias montañas profundas de origen volcánico como Vavilov y Marsili. Marsili se eleva 2.600 metros sobre el fondo marino y parece estar formada por las rocas más antiguas. Las Islas Lípari, al norte de Sicilia, son más jóvenes que el mar Tirreno y sólo tienen alrededor de un millón de años. Se formaron debido a los movimientos de magma que se produjeron cuando la placa jónica se deslizó bajo el mar Tirreno. La isla de Ustica se encuentra sobre corteza continental en la zona de transición entre la corteza oceánica del Tirreno y las placas circundantes y es de origen volcánico.

#### Hidrología
Como todo el Mediterráneo sólo está conectado con el Atlántico a través del estrecho Estrecho de Gibraltar, las mareas apenas son pronunciadas. Las condiciones de las corrientes en el mar están determinadas casi exclusivamente por corrientes estacionales de larga duración, que son comparativamente débiles. Las corrientes más fuertes se producen principalmente en las conexiones con otros mares. El estrecho de Bonifacio presenta fuertes corrientes, al igual que el estrecho de Mesina. Éstas son especialmente pronunciadas en este último, ya que las mareas del mar Tirreno, al norte, y del mar Jónico, al sur, tienen direcciones opuestas, de modo que el agua alta de un mar se encuentra con el agua baja del otro y la dirección de la corriente cambia con las mareas.
En principio, el agua del mar Tirreno fluye del sur hacia el norte a cualquier profundidad. En comparación con otras cuencas del Mediterráneo, el mar Tirreno también se caracteriza por unas condiciones de barotropía pronunciadas. Se trata de condiciones en las que las distintas capas de agua circulan de forma similar. En invierno, hay una clara circulación en sentido contrario a las agujas del reloj en todas las capas de agua. En primavera y verano se debilita, y en verano se desarrolla una corriente superficial en sentido contrario. A lo largo del año, el agua fluye hacia el norte desde el mar Tirreno a todas las profundidades hacia el mar de Liguria.
El agua superficial llega con la Corriente de Argelia desde el mar Mediterráneo abierto occidental. Gira en sentido contrario a las agujas del reloj en el mar Tirreno antes de desembocar en el mar de Liguria.  Se compone de Agua Atlántica Modificada con una temperatura de unos 16,5 grados y una salinidad de 36,5. La región de aguas medias a unos 200 a 600 metros de profundidad está formada por Agua Intermedia del Mediterráneo (MIW). (MIW), que tiene una temperatura de 14,5 grados y una salinidad de 38,75. Se origina en el Mediterráneo oriental en el Levante y fluye hacia el norte desde el Mediterráneo abierto en la costa de Cerdeña hasta el mar Tirreno, donde forma un remolino. En el fondo marino, la Corriente de Agua Profunda Mediterránea Occidental (WMDW) fluye desde el Golfo de León hasta el mar Tirreno a una profundidad de entre 1500 y 3000 metros.
Los grandes ríos que desembocan en el mar son el Arno y el Tíber, siendo el Tíber el de mayor caudal medio, pero el Arno presenta diferencias mucho más pronunciadas entre los niveles altos y bajos y, en ocasiones, puede superar con creces al Tíber en volumen de agua. Por término medio, 1225 m³/s de agua dulce fluyen directamente hacia el mar.

## Origen del nombre
Su nombre deriva del nombre griego de los etruscos, de los que los griegos decían que eran emigrantes de Lidia y estaban dirigidos por el príncipe Tirreno. Los etruscos se asentaron a lo largo de la costa de la actual Toscana y se referían a estas aguas como el "Mar de los Etruscos".